# Eucalyptus fibrosa
Eucalyptus fibrosa  F.Muell., corteza de hierro roja ("red ironbark") o corteza ferrosa de hojas anchas ("broad-leaved red ironbark"), es un árbol que se encuentra en Australia, principalmente en Queensland y Nueva Gales del Sur. 

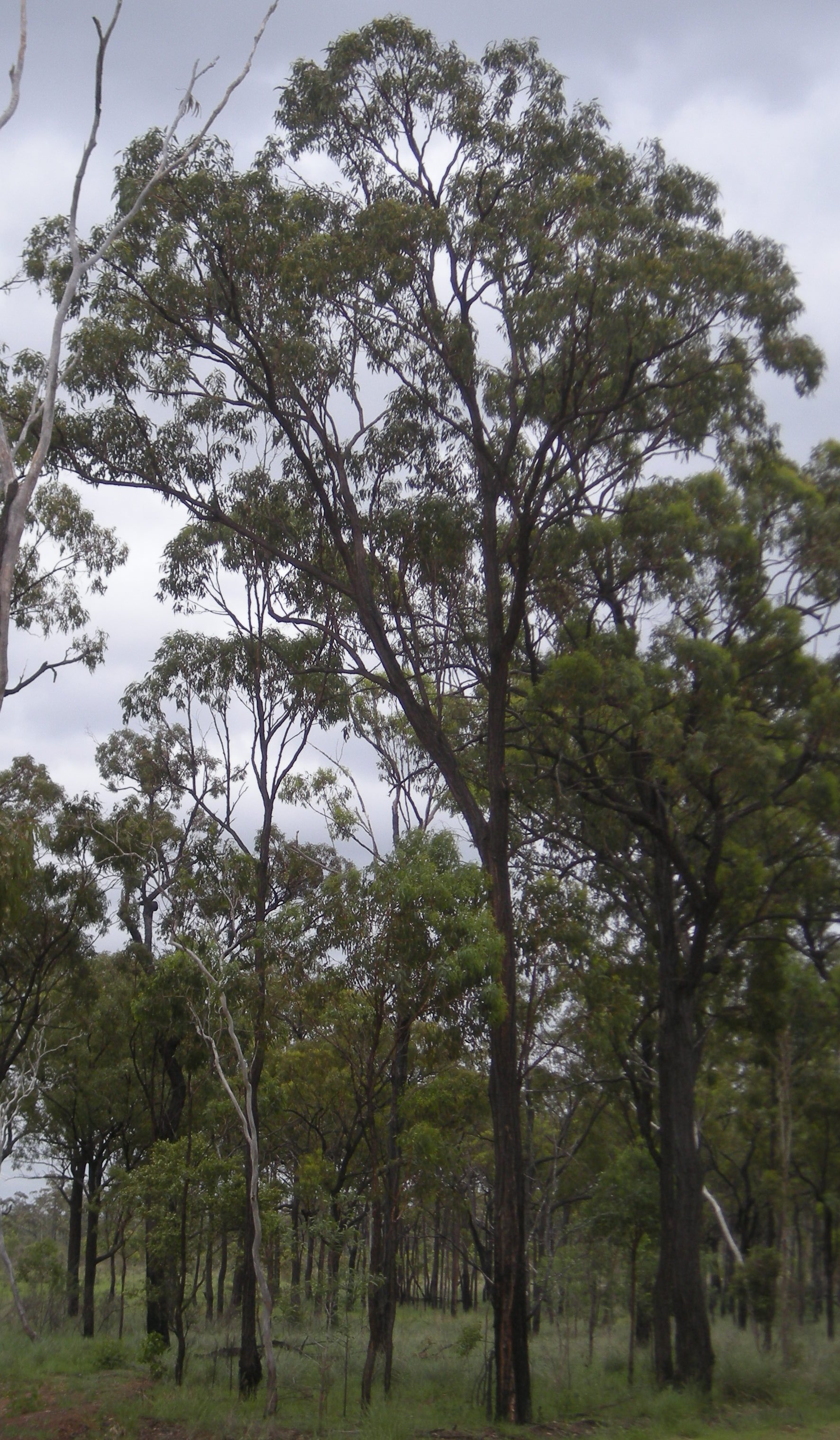
Vista de la planta

## Descripción
El árbol tiene la corteza profundamente agrietada y de color gris. Crece a una altura aproximada de 30 m . Las flores son blanca cremosas. Las hojas son verde oscuras y más anchas que otras "cortezas de hierro". La madera densa y fuerte es muy apreciada. La savia, localmente llamada "kino," fue usada por los aborígenes para aplicarlas a las cuerdas de las redes de pesca para retardar el desgaste y por los primeros colonizadores para tinta. 
Existen cultivares para su plantación. 

## Taxonomía
Eucalyptus fibrosa fue descrita por Ferdinand von Mueller y publicado en Journal of the Proceedings of the Linnean Society 3: 87. 1859.
Etimología
Eucalyptus: nombre genérico que proviene del griego antiguo: eû = "bien, justamente" y kalyptós = "cubierto, que recubre". En Eucalyptus L'Hér., los pétalos, soldados entre sí y a veces también con los sépalos, forman parte del opérculo, perfectamente ajustado al hipanto, que se desprende a la hora de la floración.
fibrosa: epíteto latíno que significa "con fibras".
Subespecies
- Eucalyptus fibrosa nubila – corteza de hierro de hojas azules
- Eucalyptus fibrosa fibrosa

variedades y sinonimia
subsp. fibrosa.
- Eucalyptus bowmanii F.Muell. ex Benth., Fl. Austral. 3: 219 (1867).
- Eucalyptus siderophloia var. rostrata Benth., Fl. Austral. 3: 220 (1867).

subsp. nubila (Maiden & Blakely) L.A.S.Johnson, Contr. New South Wales Natl. Herb. 3: 103 (1962). desde Queensland hasta Nueva Gales del Sur.
- Eucalyptus nubila Maiden & Blakely in J.H.Maiden, Crit. Revis. Eucalyptus 8: 38 (1929).
- Eucalyptus siderophloia var. glauca H.Deane & Maiden, Proc. Linn. Soc. New South Wales 24: 461 (1899).[4]